# Bulgaria en los Juegos Olímpicos de la Juventud 2018
Bulgaria compitió en los Juegos Olímpicos de la Juventud 2018 en Buenos Aires, Argentina, celebrados entre el 6 y el 18 de octubre de 2018. Su delegación obtuvo dos medallas doradas, dos plateadas y dos de bronce.

## Medallero
| Medalla       | Oro | Plata | Bronce | Total |
| ------------- | --- | ----- | ------ | ----- |
| Total oficial | 2   | 2     | 2      | 6     |

## Bádminton
Bulgaria clasificó a un jugador basado en el ranking mundial de bádminton junior.
- Individual femenino - Maria Delcheva

## Escalada deportiva
Bulgaria clasificó a un escalador deportivo en base a su desempeño en el Campeonato Mundial Juvenil de Escalada Deportiva de 2017.
- Masculino - 1 plaza (Petar Ivanov)

## Esgrima
Bulgaria clasificó a una atleta en base a su desempeño en el Campeonato Mundial de 2018.
- Sable femenino - Yoana Ilieva

## Gimnasia

### Acrobática
Bulgaria clasificó dos atletas según su rendimiento en el Campeonato Mundial de Gimnasia Acrobática de 2018.
- Equipo mixto - 1 equipo de 2 atletas

## Levantamiento de pesas
Bulgaria clasificó a un atleta en base a su desempeño en el Campeonato Mundial Juvenil 2017.
- Eventos masculinos - 1 plaza

### Rítmica
Bulgaria clasificó a una gimnasta rítmica en función de su desempeño en el evento de calificación europea.
- Individual femenino - 1 plaza

## Tiro deportivo
Bulgaria clasificó a un tirador deportivo en función de su rendimiento en el Campeonato Europeo de 2017. También clasificó a un tirador deportivo de rifle en función de su rendimiento en el Campeonato Europeo de 2018.
- 10 m Rifle masculino - 1 plaza
- 10 m Pistola masculino - 1 plaza